# Orșova
Orșova (ungerska: Orsova, tyska: Orschowa) är en stad (municipiu) i länet Mehedinți i det historiska landskapet Banatet i sydvästra Rumänien. Staden ligger vid floden Cernas mynning i Donau, åtta kilometer ovanför Järnporten. Den hade 10 441 invånare år 2011.